# Renato Wyss
Renato Wyss (* 17. Februar 1966) ist ein Schweizer Unihockeytrainer.

## Karriere

### Verein

#### UHC Uster
Beim UHC Uster amtete Wyss während der Saison 2006/07 als Co-Trainer von Daniel Brunner. Am Ender der Saison verliess Wyss den Verein und übernahm die Leitung der Floorball Riders Dürnten-Bubikon-Rüti.

#### Floorball Riders DBR
Zur Saison 2007/08 übernahm Wyss den Nationalliga-A-Verein Floorball Riders Dürnten-Bubikon-Rüti. Ende Januar 2008 gab Wyss dem Verein bekannt, dass er seinen Vertrag nicht verlängern wird.

#### UHC Lok Reinach
Von 2007 bis 2008 amtete Wyss als Assistenztrainer von Magnus Svensson.

#### Zug United
Am 27. März 2014 gab Zug United bekannt, dass Renato Wyss und Lukas Kunz in der kommenden Spielzeit 2014/15 die Damenmannschaft von Zug United übernehmen werden. Am 17. November gab Zug United die Entlassung des Trainergespanns bekannt. Rund einen Monat später wurden die Nachfolger bekanntgegeben.

#### Unihockey Mittelland
Am 1. Januar 2015 gab Unihockey Mittelland die Verpflichtung von Renato Wyss als neuen Cheftrainer der in der Nationalliga B spielenden Herrenmannschaft bekannt. Nach der Niederlage gegen Unihockey Fribourg in den Auf-/Abstiegsspielen gab Unihockey Mittelland die Trennung von Wyss bekannt.

#### Unihockey Aargau United
2017 übernahm Wyss die Herrenmannschaft von Unihockey Aargau United.

#### UHC Waldkirch-St. Gallen
Auf die Saison 2018/19 übernahm Renato Wyss die Damenmannschaft des UHC Waldkirch-St. Gallen. Im Januar 2019 wurde Wyss entlassen.

#### Jona-Uznach Flames
Wyss wechselte auf die Saison 2019/20 als Assistenztrainer zu den Jona-Uznach Flames in die 1. Liga Grossfeld.

### Nationalmannschaft

#### Deutschland
Zwischen 2005 und 2008 amtete Wyss als Bundestrainer der deutschen Floorballnationalmannschaft.

#### Österreich
2009 übernahm Renato Wyss zusammen mit Lutz Gahlert die österreichische Unihockeynationalmannschaft.